# Tamagnini Nené
Tamagnini Manuel Gomes Baptista, besser bekannt als Tamagnini Nené (* 20. November 1949 in Leça da Palmeira), ist ein ehemaliger portugiesischer Fußballspieler. Nené spielte in seiner gesamten Karriere für Benfica Lissabon als Stürmer.

## Karriere

### Im Verein
Sein Profidebüt für Benfica gab er 1968 und blieb während seiner ganzen Karriere dem Verein bis 1986 treu. Als 36-Jähriger trat er vom Fußball zurück.
Als Spieler gewann er mit Benfica zehn portugiesische Meistertitel und achtmal den Pokal. Er spielte auch beim UEFA Cup 1983, jedoch scheiterte Benfica gegen RSC Anderlecht (0:1 auswärts und 1:1 zuhause).

### In der Nationalmannschaft
In der portugiesischen Fußballnationalmannschaft debütierte er am 21. April 1971 gegen Schottland (2:0). Er nahm auch bei der EM 1984 am 23. Juni 1984 teil und erreichte das Halbfinale. In 66 Spielen für Portugal erzielte Nené 22 Tore.
Später wurde er Jugend-Trainer bei Benfica Lissabon.

## Erfolge/Titel
Mit dem Verein
- Portugiesischer Meister (10): 1969, 1971, 1972, 1973, 1975, 1976, 1977, 1981, 1983, 1984
- Portugiesischer Pokalsieger (8): 1969, 1970, 1972, 1980, 1981, 1983, 1985, 1986
- Portugiesischer Supercupsieger (2): 1980 (inoffiziell), 1985
- UEFA-Cup-Finalist: 1983

Auszeichnungen
- Torschützenkönig der Primeira Divisão (2): 1981, 1984
- Portugals Fußballer des Jahres: 1971